# Teambuilding
Teambuilding es una película de comedia rumana de 2022 dirigida por Alex Cotet, Matei Dima y Cosmin Nedelcu y escrito por Cotet. Esta protagonizado por Matei Dima y Cosmin Nedelcu acompañados por Anca Dinicu, Nicu Banea, Șerban Pavlu, Roxana Condurache, Cristi Pulhac, Monica Odagi y Nuami Dinescu. Se estrenó el 30 de septiembre de 2022 en cines rumanos.

## Sinopsis
Emil se involucra demasiado y presiona a sus colegas. Por lo tanto, para moderar su energía, el Sr. Oprea lo asciende y lo convierte en un líder de equipo en el departamento del centro de llamadas: los ingratos de la corporación, donde el líder no oficial es el gruñón Horia. Todos van al edificio del equipo de la empresa, donde Emil se une a sus nuevos colegas y hace todo lo posible para ayudarlos a mantener sus trabajos, compitiendo por la copa de alegría con colegas de Transilvania, Moldavia y Oltenia. ¿Quién se llevará la copa este año?

## Reparto
Los actores que participaron en esta película son:
- Matei Dima como Emil
- Cosmin Nedelcu como Horia Brenciu
- Anca Dinicu como Lorena
- Nicu Banea como Onel
- Șerban Pavlu como Oprea
- Roxana Condurache como Andreea
- Cristi Pulhac como Shobbi
- Monica Odagi como Erika
- Sorina Stefanescu como Nicoleta
- Bobu Victoria como Lavinia
- Vlad Ianus como Serbanel
- Adrian Nicolae como Spaima
- Nuami Dinescu como Vigilante

## Producción
La fotografía principal tuvo lugar entre julio y septiembre de 2021 en Bucarest, Rumanía y zonas montañosas.

## Recepción

### Taquilla
Teambuilding quedó primer lugar en la taquilla rumana vendiendo 196.155 boletos de cine en su primera semana en cartelera. Vendió 591.670 entradas en su tercera semana en cines convirtiéndose en la película rumana más taquillera desde hace 30 años asimismo de ser la película con mayor recaudación alguna vez estrenada en el mercado rumano superando películas tales como Avatar y Avengers: Endgame. Para su sexta semana en cartelera, la cifra de boletos vendidos ascendió a 804.547. Terminó su recorrido en cines con 983,000 boletos vendidos lo que se traduce a 23.16 millones de leus rumanos.

### Premios y nominaciones
| Año  | Premios      | Categoría              | Recipiente                              | Resultado | Ref.   |
| ---- | ------------ | ---------------------- | --------------------------------------- | --------- | ------ |
| 2023 | Premios Gopo | Premio del Público     | Alex Cotet, Matei Dima & Cosmin Nedelcu | Ganadores | [ 15 ] |
| 2023 | Premios Gopo | Premio Joven Esperanza | Misu Ionescu                            | Nominado  | [ 15 ] |